# Gyrophaena joyioides
Gyrophaena joyioides  (лат.) — вид жуков-стафилинид рода Gyrophaena из трибы Homalotini (подсемейство Aleocharinae). Евразия.

## Распространение
Западная Палеарктика: Европа, Россия, Кавказ, Украина.

## Описание
Мелкие коротконадкрылые жуки. Длина тела от 1,6 до 2,2 мм, форма овальная, дорзо-вентрально сплющенная. Окраска желтовато-коричневая (голова и переднеспинка темно-коричневые; брюшко красновато-коричневое, но 4-8-е тергиты почти чёрные; надкрылья желтовато-коричневые, ноги жёлтые). Имаго активны с июня по сентябрь. Личинки и взрослые жуки питаются грибами (облигатные микофаги), в которых живут, питаются и размножаются, откладывают яйца. Поедают споры, базидии и гифы грибницы. Голова широкая, сильно поперечная. Глаза относительно крупные, выступающие (за глазами голова суженная). Язычок длинный и узкий. Губные щупики 2-члениковые. Переднеспинка уже надкрылий. Задние лапки 5-члениковые, а лапки передних и средних состоят из 4 сегментов (формула лапок: 4-5-5).